# Court cairn

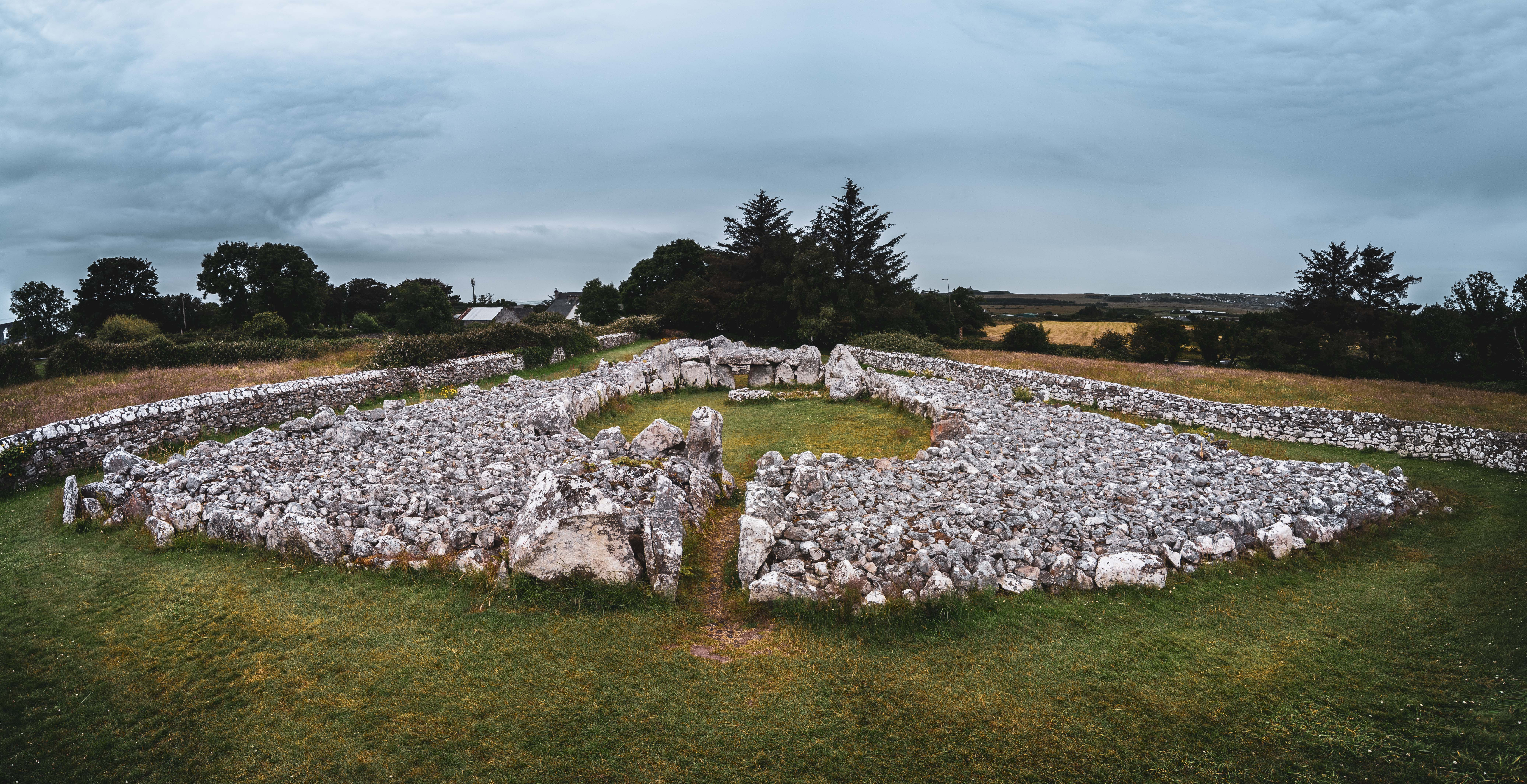
Cairn à cour de Creevykeel, comté de Sligo, Irlande.

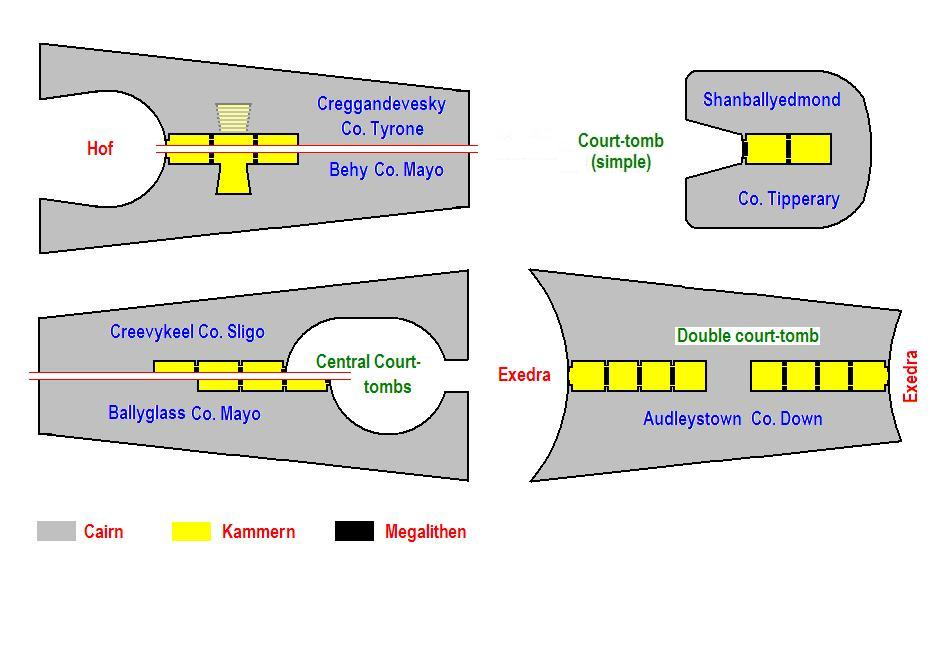
Différentes formes de cairns à cour. Le cairn à cour de Behy est représenté en haut à gauche.
(Hof = cour, Kammern = chambres).

Un cairn à cour, ou tombe mégalithique à cour, est un type d'édifice mégalithique incorporant une cour d'accès ou une cour intérieure non couverte desservant des chambres funéraires sous cairn, ce qui représente une variante du cairn dolménique. On trouve ces édifices dans le sud-ouest de l'Écosse et dans le nord de l'Irlande. Édifiés entre environ 3750 et 2900 av. J.-C., ils sont restés en usage jusqu'au début de l'Âge du bronze, vers 2000 av. J.-C.

## Situation
On trouve plus d'une centaine de cairns à cour en Écosse, principalement dans l'Argyll et le Dumfries and Galloway, où ils forment le groupe Clyde - Carlingford. Un petit groupe a aussi été trouvé près de Perth (Écosse). On en a recensé environ 400 dans le Nord de l'Irlande.

## Description
Les cairns à cour ont des formes variées. Ils ont parfois un parvis ovale à l'entrée. La cour, de forme circulaire ou ovale, est généralement entourée d'orthostates. Des mégalithes forment les murs et le toit de la ou des chambres funéraires, qui peuvent être divisées en compartiments. Fermées après déposition du corps du ou des défunts, les chambres restaient accessibles depuis la cour,.

## Interprétation
La cour avait peut-être pour fonction d'accueillir un rituel à accomplir devant la ou les chambres funéraires.
La présence des cairns à cour à la fois en Écosse et en Irlande montre que les contacts étaient fréquents entre groupes humains à travers le Canal du Nord.

## Galerie

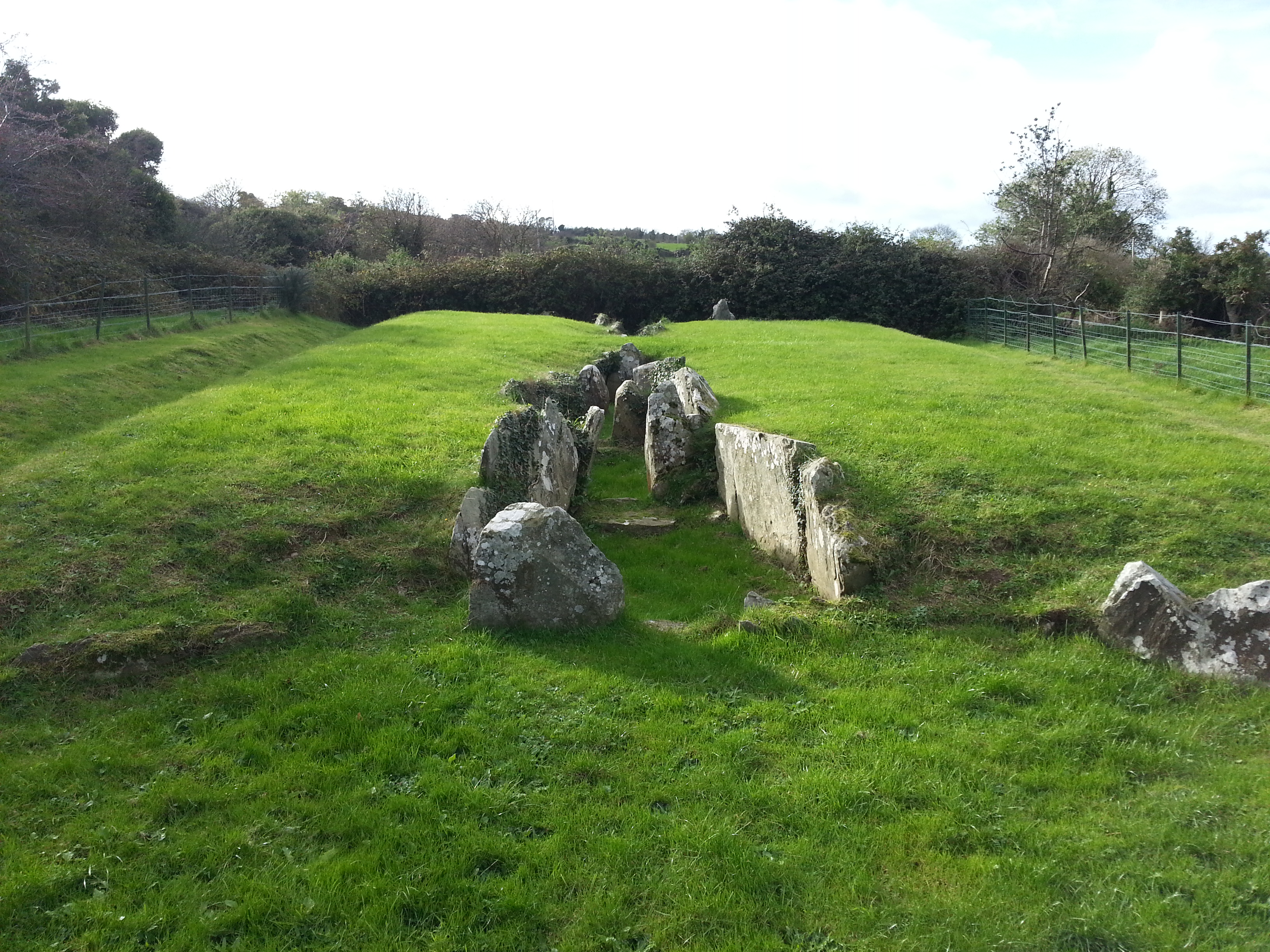
Audleystown, Comté de Down, Irlande du Nord.
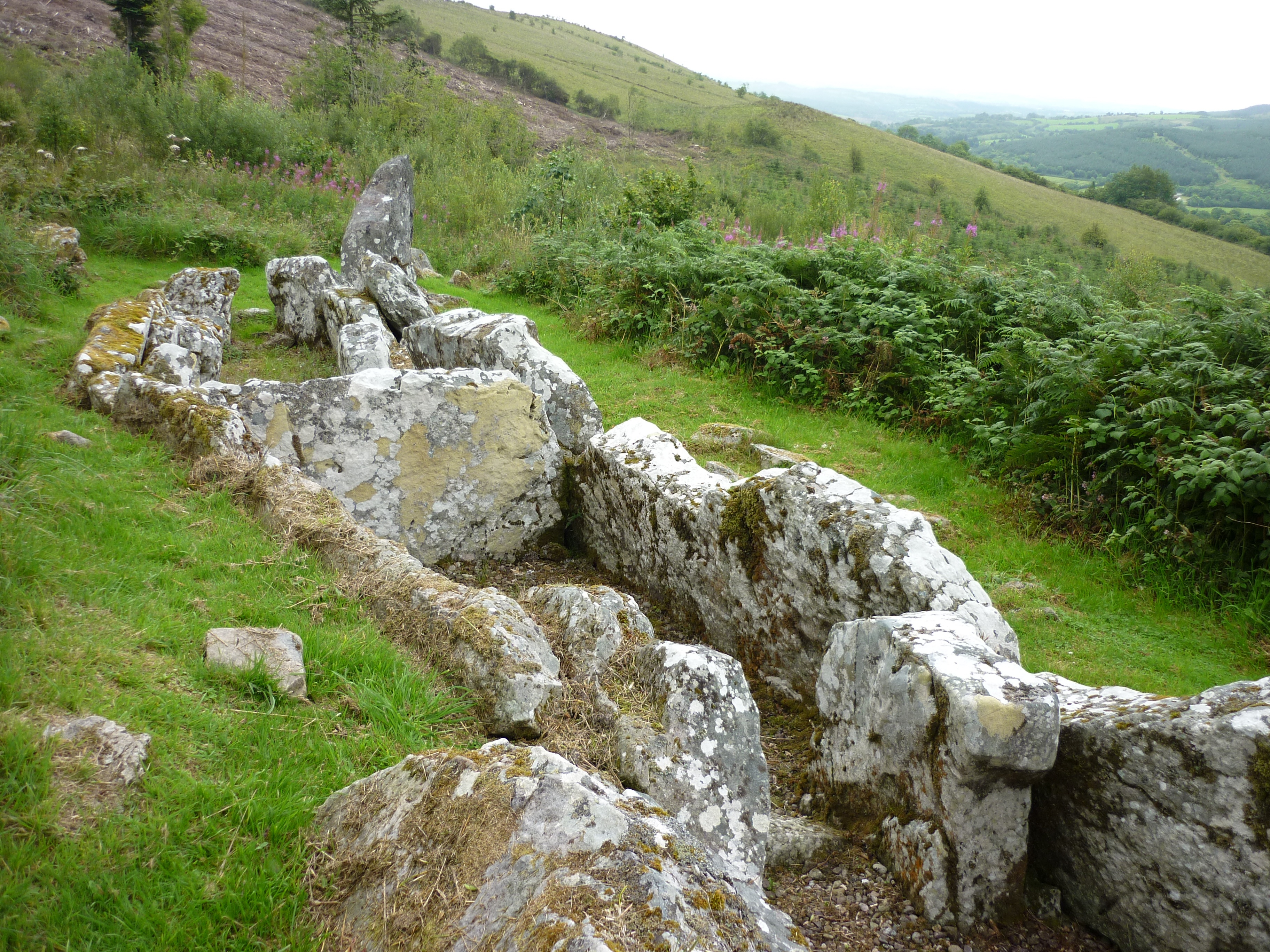
Tombe à deux cours, Aghanaglack, Irlande du Nord.
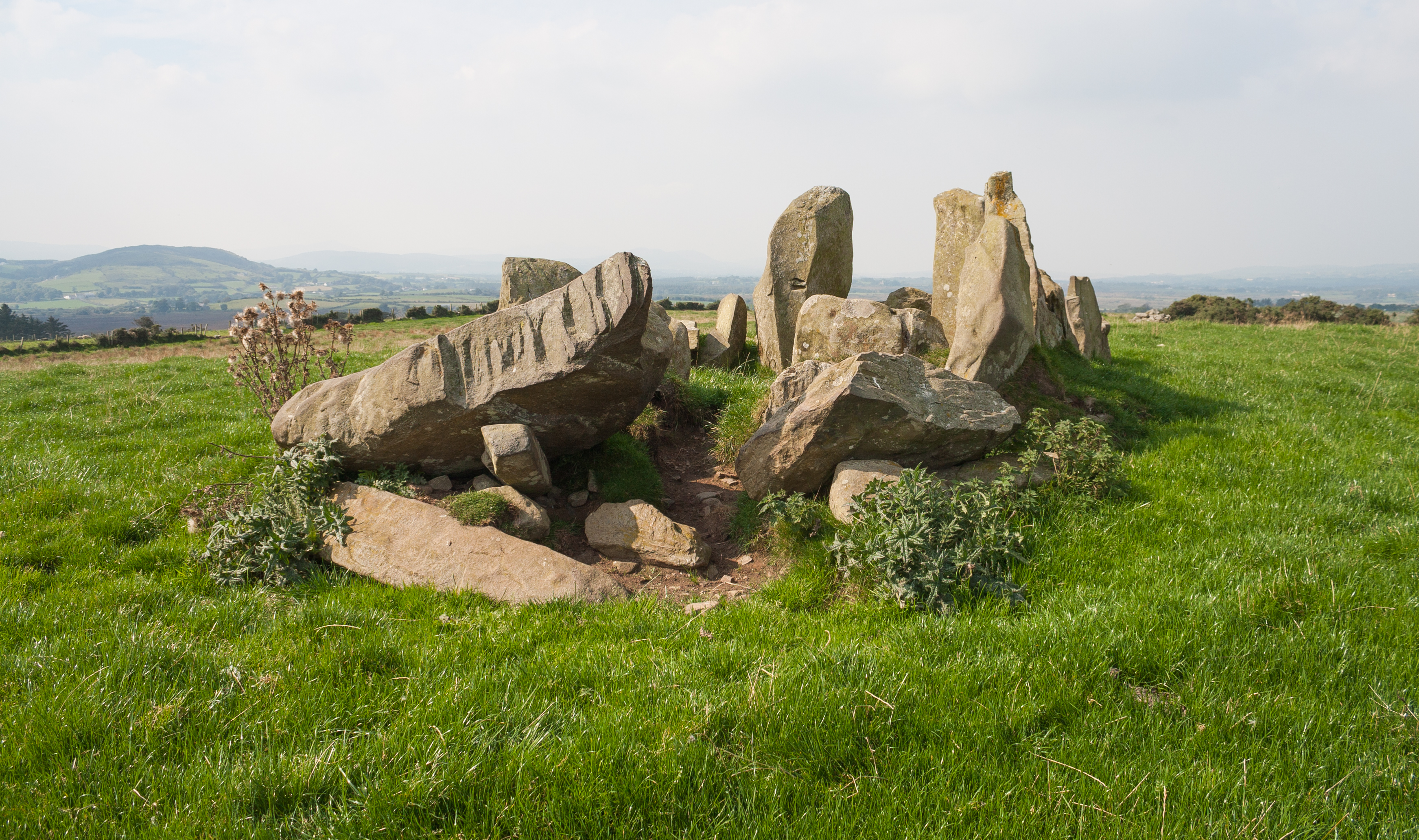
Laraghirril, Irlande.
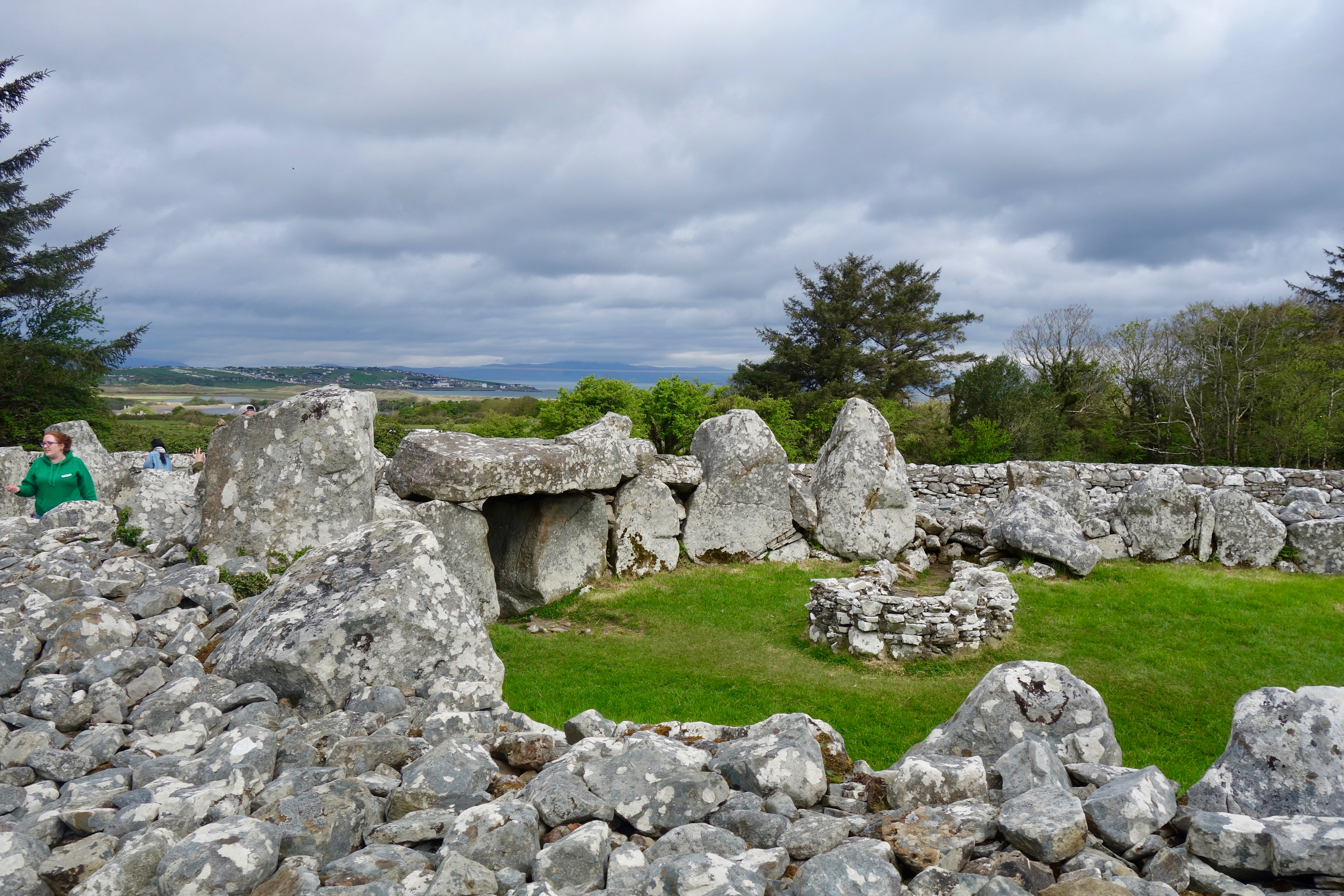
Creevykeel, Comté de Sligo, Irlande.
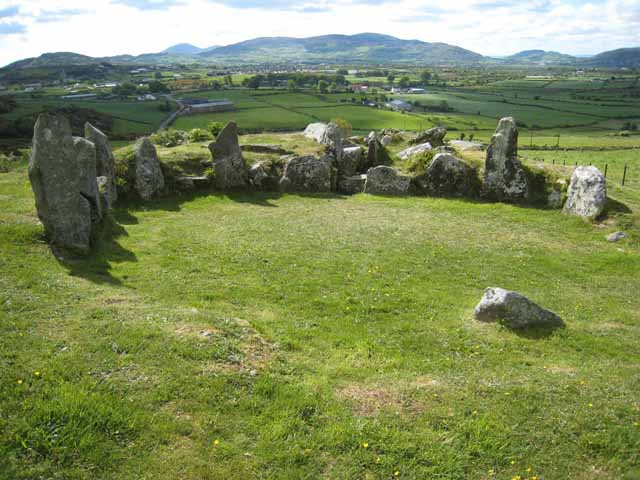
Ballymacdermot, Irlande du Nord.
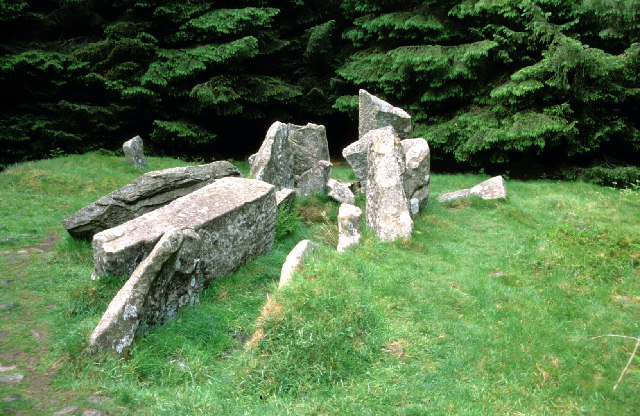
Tombe du Géant, Arran, Écosse.
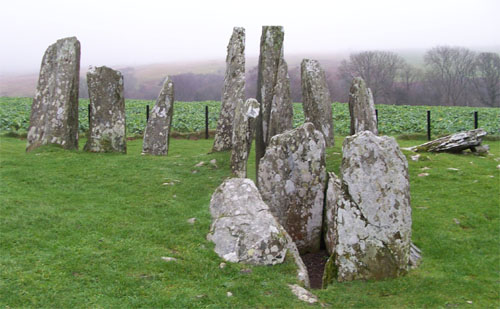
Cairnholy, Dumfries and Galloway, Écosse.
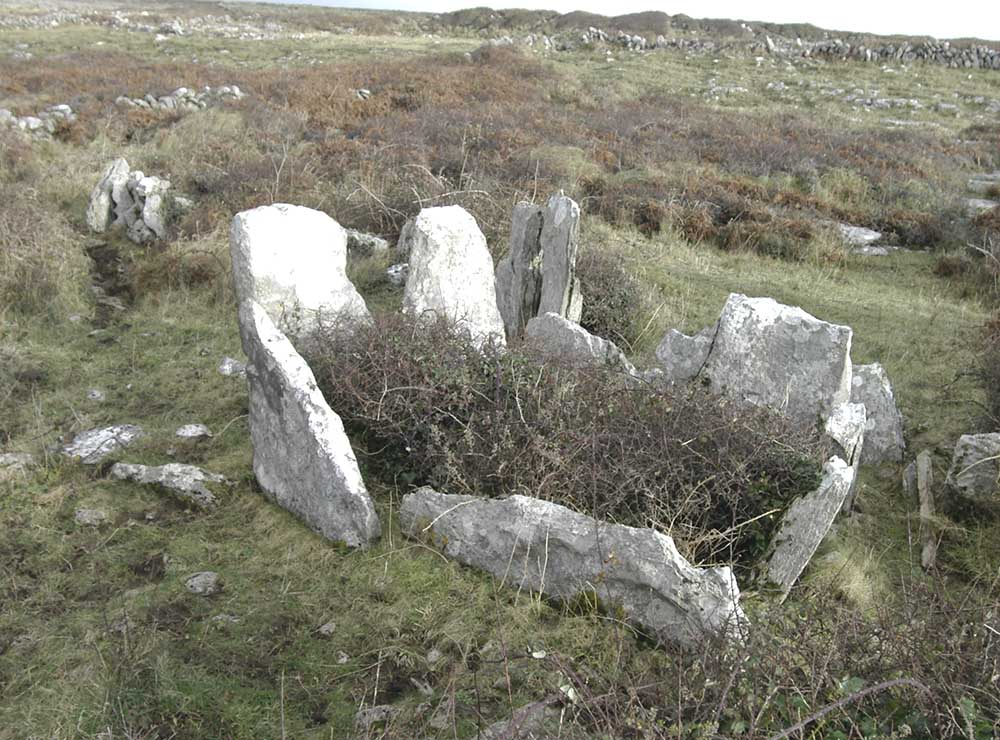
Les restes de la chambre du cairn à cour de Teergonean.